# 韦泽尔鲁西 (康塔尔省)
韦泽尔鲁西（法語：Vezels-Roussy）是法国康塔尔省的一个市镇，属于歐里亞克區（Aurillac）塞尔河畔阿尔帕容县（Arpajon-sur-Cère）。该市镇总面积12.87平方公里，2009年时的人口为130人。

## 人口
韦泽尔鲁西人口变化图示
| 数据来源：INSEE |